# Midi libre

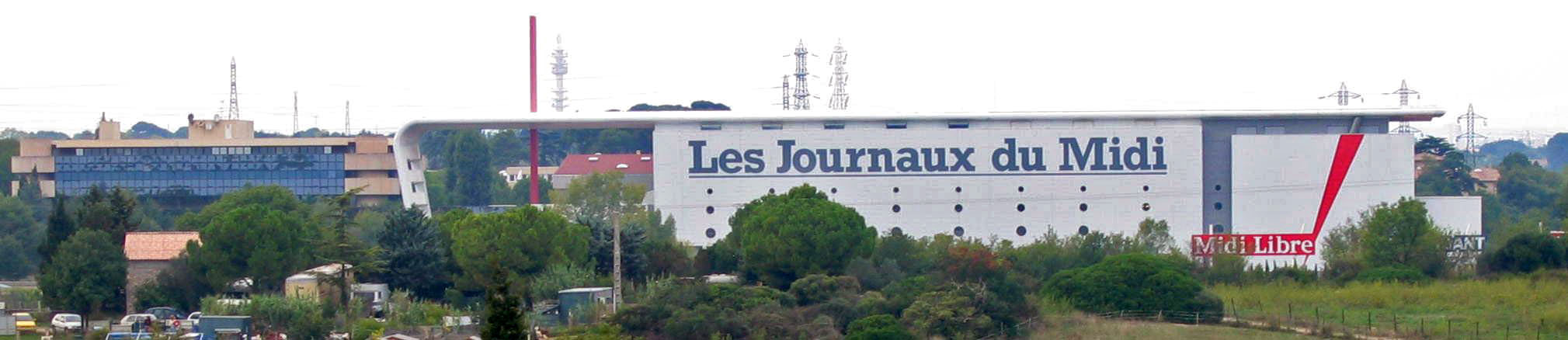
Sede del periódico en Saint-Jean-de-Védas.

El Midi libre es un periódico diario regional francés, con sede en Saint-Jean-de-Védas, cerca de Montpellier, distribuido en la región de Languedoc-Rosellón y en el departamento de Aveyron. 
En realidad proviene del periódico "L'Eclair" fundado en 1881. Despojado por los "Comités de Libération" al haber continuado con su difusión durante la ocupación, el periódico cambia de accionista. Jean Bène, marie de Pézenas y presidente del Comité de Libération de l’Hérault, publica el nuevo periódico por primera vez el 27 de agosto de 1944, momento de la liberación de Montpellier de la ocupación alemana durante la Segunda Guerra Mundial, como «órgano del Comité regional del movimiento de liberación nacional», tomando el nombre de Midi (Mediodía francés) y libre, aludiendo a libertad o liberación. En el primer número informó, en particular, de la liberación de París.
La sede de la empresa se instaló inicialmente en Montpellier, utilizando unos locales de la calle de Argel y las rotativas de impresión de los diarios L'Éclair y Le Petit Méridional'. Posteriormente se trasladó a Saint-Jean-de-Védas, localidad situada en el suburbio de Montpellier, donde había grandes extensiones de terreno en la época, lo que permitió construir los edificios necesarios para las salas de redacción de noticias y las rotatorias. 
En la actualidad el accionista mayoritario es el grupo Sud Ouest, siendo el Midi libre uno de los títulos de prensa del grupo regional multimedia Les Journaux du Midi, junto con el Centre Presse de Aveyron y L'Indépendant de Pirineos Orientales, Aude y zonas del Rosellón histórico.